# Artsiom Zaitsau
Artsiom Zaitsau (également connu sous son nom russifié Artiom Zaïtsev) (né le 4 mars 1984) est un athlète biélorusse, spécialiste du saut en hauteur.

## Biographie
Son meilleur saut est de 2,28 m (en salle), obtenu en 2007. En plein air, son record est de 2,27 m (2005).